# Nick Fielding
Nick Fielding es un periodista de investigación británico.

## Periodismo
Fielding es exreportero senior en The Sunday Times y fue reportero jefe de investigación en el Mail on Sunday. En el MoS desveló la historia del oficial del MI5 David Shayler, y para The Sunday Times cubrió la historia de Richard Tomlinson, un denunciante del MI6  (Fielding es el autor de la introducción al libro de Tomlinson The Big Breach).
Develó el uso del trabajo infantil en Bangladés por Levis y en India por C&A. El ministro conservador Michael Mates se vio obligado a dimitir después de que Fielding desvelara que había regalado al fugitivo financiero Asil Nadir un reloj con dedicatoria.  En el Sunday Times desempeñó un papel importante en la recuperación de una máquina de codificación enigma robada de Bletchley Park. Junto con el periodista de al-Yazira, Yosri Fouda, en el libro "Masterminds of Terror: The Truth Behind the Most Devastating Terrorist Attack the World Has Ever Seen", publicó las únicas entrevistas concedidas libremente por los principales organizadores de los ataques del 11-S en Nueva York, Ramzi Binalshibh y Jálid Sheij Mohámed.
Trabaja como reportero para el sitio web de noticias de investigación Exaro. Recientemente descubrió un escondrijo de documentos ocultos que revelaron la extensión del abuso sexual infantil que tuvo lugar en la escuela Knowl View, escuela fundada por el conocido pedófilo MP Cyril Smith.
Fue editor de lanzamiento de la revista en línea, China Outlook, y escribe el blog Circling the Lions Den sobre Afganistán..

## Libros
En octubre de 1999, su libro Defending the Realm: MI5 and the Shayler Affair  (junto con Mark Hollingsworth) fue publicado por Andre Deutsch Ltd..
En mayo de 2003, en coautoría con Yosri Fouda, "Masterminds of Terror: The Truth Behind the Most Devastating Terrorist Attack the World Has Ever Seen" (Masterminds of Terror: La verdad detrás del ataque terrorista más devastador que el mundo ha visto) fue publicado por Arcade Publishing..